# Taipei 101
Taipei 101 (chiń. 台北101; pinyin Táiběi Yīlíngyī) – liczący 509,2 m wieżowiec znajdujący się w Tajpej na Tajwanie, w dzielnicy Xinyi. Budynek, zaprojektowany w biurze C.Y.Lee & Partners i wzniesiony w przeważającej części przez przedsiębiorstwa KTRT Joint Venture oraz Samsung Engineering & Construction. Do 4 stycznia 2010 (uroczyste otwarcie Burdż Chalifa w Dubaju, Zjednoczone Emiraty Arabskie) dzierżył przyznawany oficjalnie przez Council on Tall Buildings and Urban Habitat tytuł najwyższego ukończonego budynku świata.
Wieżowiec posiada 101 kondygnacji nadziemnych oraz 5 podziemnych. Postmodernistyczna architektura budowli łączy w sobie elementy tradycyjne i nowoczesne, nawiązując zarówno do azjatyckiego kręgu kulturowego, jak i trendów ogólnoświatowej architektury. Taipei 101 wyposażony jest w systemy zabezpieczeń zdolne oprzeć się trzęsieniom ziemi i huraganom, często nawiedzającym tę część świata. Wielopiętrowe centrum handlowe przylegające do wieżowca mieści setki markowych sklepów, restauracji oraz klubów. Pokaz fajerwerków wystrzeliwanych z budowli stał się stałym elementem relacji telewizyjnych z obchodów Nowego Roku, wieżowiec na dobre wniknął też do kultury masowej – pojawia się często w filmach, programach telewizyjnych, drukowanych publikacjach, grach komputerowych i przy wielu innych okazjach.
Nazwa wieży nawiązuje nie tylko do liczby jej pięter, lecz także do położenia budynku w dzielnicy międzynarodowego biznesu w Tajpej (posiada ona kod pocztowy zawierający liczbę 101).
Właścicielem Taipei 101 jest Taipei Financial Center Corporation, zarządza nim zaś zagraniczna filia Urban Retail Properties Corporation, firmy mającej swą siedzibę w Chicago. Pełna nazwa wieżowca, Taipei World Financial Center, stanowi pochodną nazwy właściciela. W języku chińskim nazwa brzmi dosłownie Taipei International Financial Center.
Taipei 101 został wyróżniony przez Emporis nagrodą Emporis Skyscraper Award – uznano go za najlepszy wieżowiec wzniesiony w 2004. Został zaliczony do grona „Siedmiu cudów inżynierii” (Discovery Channel, 2005) oraz „Nowych Siedmiu Cudów Świata” (plebiscyt magazynu Newsweek w 2006).
Taipei 101 został 21 lipca 2007 przewyższony przez Burdż Dubaj wznoszony w Dubaju w Zjednoczonych Emiratach Arabskich wraz z ukończeniem 141 piętra tegoż wieżowca. Tytuł najwyższego budynku świata nadal należał wtedy jednak do Taipei 101, gdyż międzynarodowe standardy określają „budynek” jako obiekt, który jest ukończony i można go użytkować. W momencie otwarcia 4 stycznia 2010 Burdż Dubaj otrzymał nową nazwę „Burdż Chalifa” ku czci emira Abu Zabi, Chalify ibn Zaid an-Nahajana, i został najwyższym ukończonym budynkiem świata.

## Wysokość
Taipei 101 posiada 101 kondygnacji nadziemnych oraz 5 podziemnych. Całkowita wysokość budynku wynosi 509,2 m, podłoga najniższego poziomu podziemnego znajduje się na głębokości 30,3 m.
Od czasu ukończenia jest oficjalnym rekordzistą w następujących kategoriach:
- Wysokość od ziemi do architektonicznego wierzchołka: 509,2 m. Poprzedni rekordzista: Petronas Towers – 452 m.
- Wysokość od ziemi do dachu: 449,2 m. Poprzedni rekord: Sears Tower – 442 m.
- Wysokość od ziemi do poziomu najwyżej położonego użytkowanego piętra: 439,2 m. Poprzedni rekord: Sears Tower – 413 m.
- Najszybsza winda (prędkość wjazdu): 16,83 m/s (60,5 km/h). Poprzedni rekord: Yokohama Landmark Tower – 12,5 m/s (45,0 km/h).
- Największy zegar odliczający czas: Funkcjonuje cyklicznie w każdego Sylwestra.

Rekord wysokości od ziemi do najwyższego integralnego elementu budowli ciągle należy do Sears Tower w Chicago (USA): 527 m.
Taipei 101 był pierwszym budynkiem, który przekroczył wysokość pół kilometra. Był pierwszym „najwyższym budynkiem świata” wzniesionym w nowym tysiącleciu.
Taipei 101 przewyższył Petronas Towers w Kuala Lumpur (Malezja), poprzedni najwyższy budynek świata, o 57,2 m. Zastąpił również 85-piętrowy, wysoki na 347,0 m Tuntex Sky Tower w Kaohsiung w roli najwyższego budynku na Tajwanie oraz 51-piętrowy, mający 244,2 m wysokości Shin Kong Life Tower w roli najwyższego budynku w Tajpej.
Niektóre źródła, w tym właściciele budynku, podają, że jego całkowita wysokość wynosi 508 m, do dachu ma 448 m a ostatnie piętro znajduje się na poziomie 438 m. To zaniżenie wysokości jest rezultatem przyjęcia za podstawę pomiaru wysokiej na 1,2 m platformy, na której znajduje się budynek. Według kryteriów CTBUH jednak, wysokość tej platformy również powinna zostać zaliczona do wysokości budowli, ponieważ jest dziełem człowieka i znajduje się powyżej poziomu otaczającego ją chodnika.

## Technologie i wyposażenie
Taipei 101 to pierwszy „najwyższy” wieżowiec, jaki zbudowano w XXI wieku. Prezentuje on szereg zaawansowanych technologicznie rozwiązań czyniących z niego centrum biznesu i rozrywki. Realizację wielu dość oczywistych funkcji budynku utrudnia jego duża wysokość. Czyni ona zarządzanie nie lada wyzwaniem.

### Konstrukcja

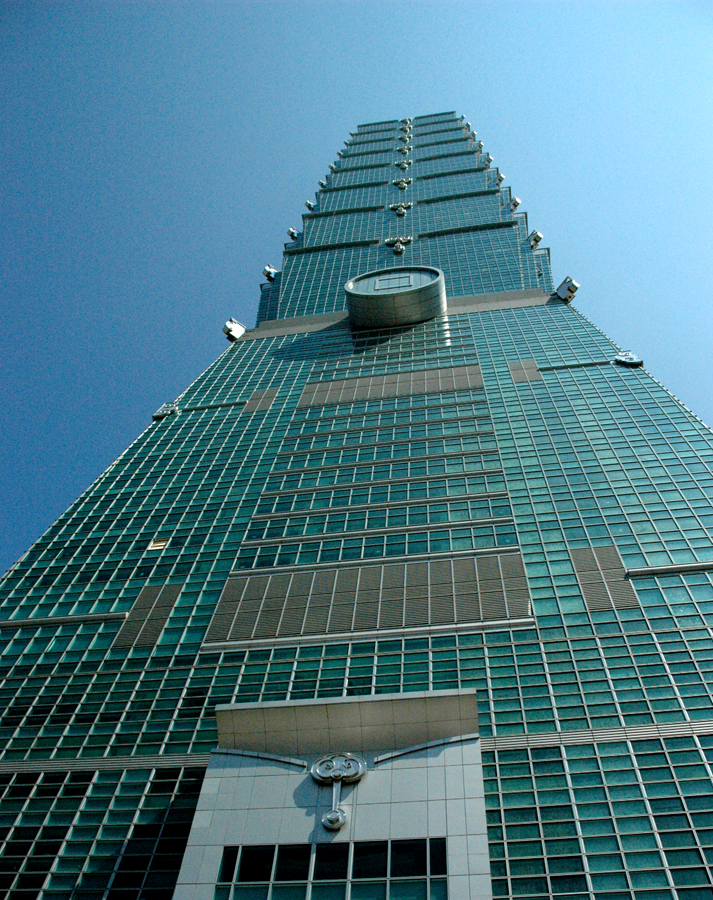
Taipei 101

Taipei 101 to pierwszy tak wysoki budynek wzniesiony na obszarze potencjalnej wzmożonej aktywności sejsmicznej. Tajwan znajduje się pomiędzy dwoma wielkimi uskokami tektonicznymi, co czyni cały region niestabilnym. Ponadto bezpośrednio pod Tajpej biegną trzy niewielkie uskoki, na których dochodzi do setek mikrotrzęsień rocznie. Wpływ fal sejsmicznych na wysoki budynek może mieć katastrofalne skutki. Jeśli obiekt nie jest wystarczająco elastyczny, by poruszać się zgodnie z rytmem fal (a nie przeciw im), cała konstrukcja może się złamać. Powierzchowne uszkodzenia elementów takich jak okna czy ściany, można łatwo naprawić, lecz każde naruszenie wewnętrznej stalowo-betonowej konstrukcji budynku może skończyć się katastrofą.
Gdy przystępowano do projektowania budynku, nie było do końca jasne, jak rozmieszczone są uskoki tektoniczne, domyślano się jedynie, że mogą biec w pobliżu działki. Czołowi tajwańscy geolodzy rozpoczęli serię badań, aby ustalić, gdzie i na jakiej głębokości znajduje się ryft i czy jest aktywny. Okazało się, że 200 m od działki biegnie szeroki na 10 m uskok. Było to poważnym problemem, ponieważ z reguły im obiekt znajduje się bliżej uskoku, tym poważniejszych uszkodzeń doznaje, a jeżeli konstrukcja posiada nawet nieliczne słabe miejsca, może to doprowadzić do jej całkowitego zniszczenia.
Aby Taipei 101 mógł oprzeć się trzęsieniom, projektujący go inżynierowie zaprojektowali potężną konstrukcję. Wewnętrzny rdzeń budynku połączony jest z ośmioma zewnętrznymi kolumnami siecią poziomych odsadnic kratownicowych. Kolumny pełnią rolę kręgosłupa budowli, pozwalając jej w miarę potrzeb odchylać się, ale nie złamać. Każda z sekcji budynku pozostaje niezależna od pozostałych, przenosząc ciężar budowli z partii zewnętrznych w kierunku środka. Pomysł ten wykorzystywano już wcześniej, ale nigdy wspierające kolumny nie osiągnęły takich rozmiarów.
Trzęsienia ziemi to nie jedyne naturalne zagrożenie, jakiemu musieli stawić czoła projektanci wieżowca. Każdego lata nad położony w pobliżu równika Tajwan nadciągają potężne huragany. Podczas ataku tropikalnej burzy wiatry osiągają prędkość nawet 200 km/h i bez problemu niszczą budynki. Nie tylko zresztą one stanowią zagrożenie: powierzchnia wieżowca jest tak duża, że nawet słabe podmuchy mogą wywierać niekorzystny wpływ.
Wiejący wiatr oddziałuje na budynki na dwa sposoby. Po pierwsze, narażona na podmuch strona budynku jest popychana przez wiatr. W pewnych warunkach, rozbijający się o ścianę podmuch może także oddziaływać na bezpośrednio nie wystawione na wiatr strony budynku, wprawiając konstrukcję w nieregularne drgania. Energia wiatru stopniowo wywołuje coraz silniejsze kołysanie. Może ono, w skrajnych przypadkach, doprowadzić ludzi do objawów choroby lokomocyjnej. W normalnych warunkach przezwycięża się tę trudność usztywniając całość konstrukcji, jednak w wypadku Taipei 101 miałoby to katastrofalne skutki w razie wystąpienia trzęsienia ziemi. Rodzi to dwa sprzeczne ze sobą warunki, jakie musiała spełnić konstrukcja wieżowca. Spełnienie tych wymagań w takim miejscu jak Tajpej wymagało od inżynierów i projektantów opracowania rozwiązań nie stosowanych nigdzie wcześniej, a przynajmniej nie na taką skalę.
Pierwszym sposobem osłabienia niekorzystnego wpływu wiatru było nadanie wieżowcowi odpowiedniego kształtu. Rozwiązania takie jak wygładzone krawędzie, pozwoliły znacząco (o ok. 30-40%) zredukować siłę prądów powietrznych tworzących się wokół budowli. Nie było to jednak rozwiązanie wystarczające – wiatr co prawda wolniej, ale w dalszym ciągu doprowadziłby do takiego samego szkodliwego rozkołysania konstrukcji wieżowca. Liczy się tu nie siła, lecz powtarzalność zjawiska. Aby całkowicie wyeliminować to zagrożenie, zaprojektowano specjalny mechanizm stabilizujący.

#### Stabilizator
Na potrzeby Taipei 101 zaprojektowano olbrzymi tłumik masowy. Zadaniem tego systemu jest ochrona budowli przed drganiami konstrukcji, jakie mogą powodować trzęsienia ziemi i podmuchy wiatru. Dzięki jego pracy pochłoniętych zostaje 40%–43% odchyleń wieży.

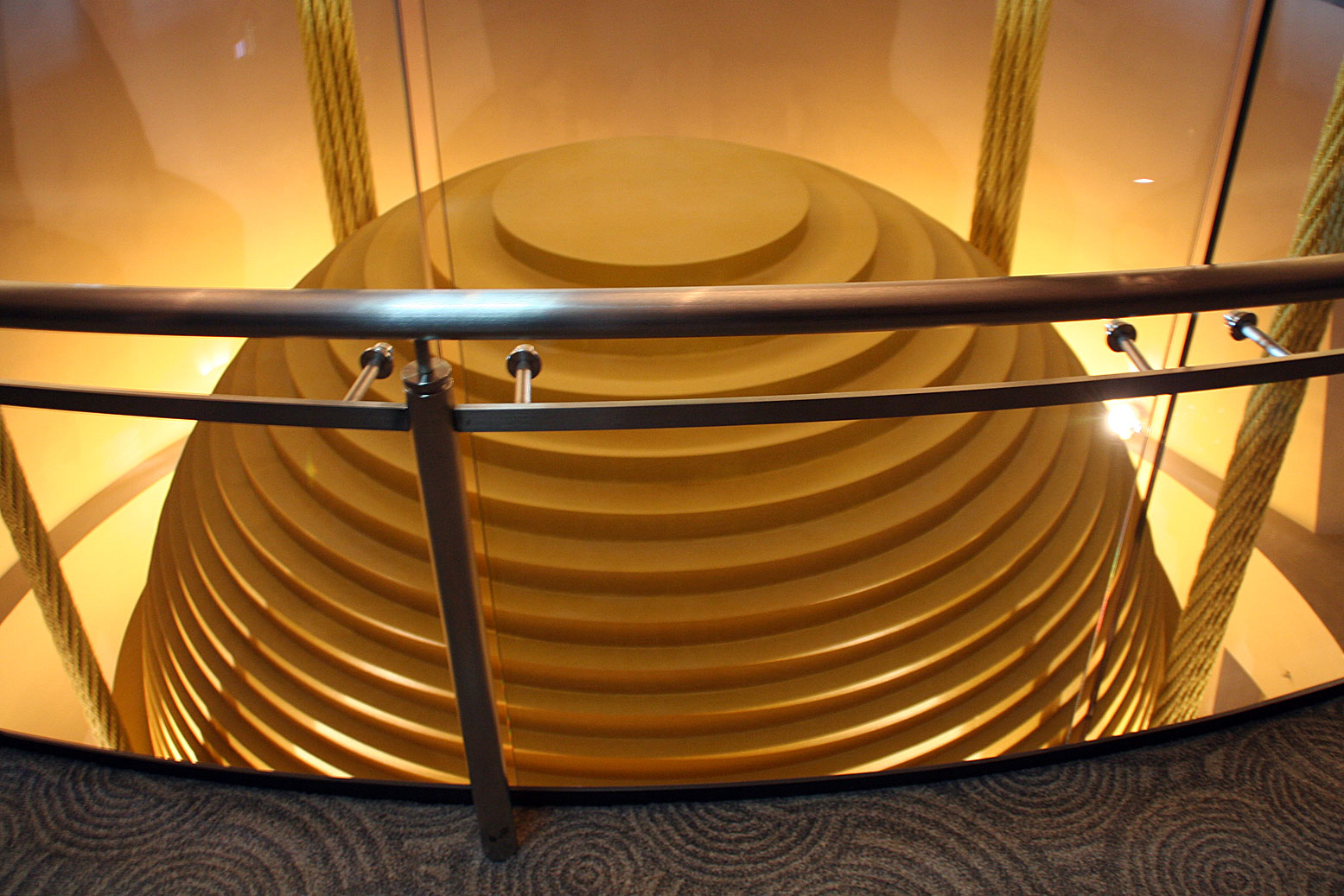
Główny stabilizator Taipei 101

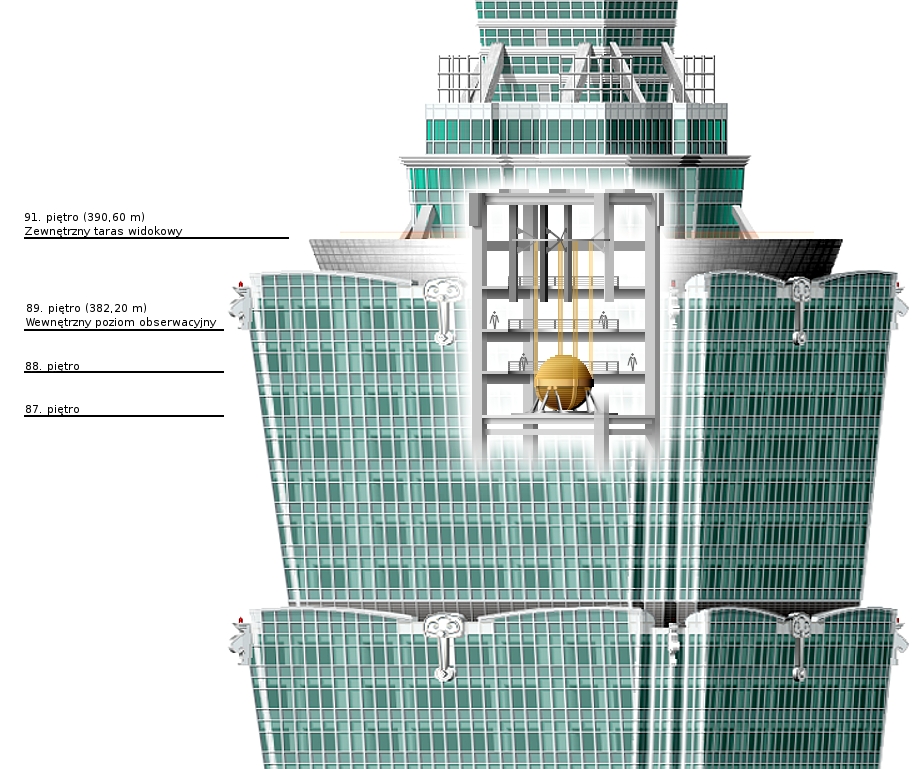
Położenie stabilizatora

Absorber harmoniczny opracowała na potrzeby budowli firma Thornton-Tomasetti Engineers wspólnie z Evergreen Consulting Engineering. Sama jego instalacja stanowiła nie lada wyzwanie. Czas na nią nadszedł, gdy budowa wieżowca osiągnęła 92. piętro w lipcu 2003. Podobnych urządzeń używano już w wieżowcach wcześniej, nigdy nie były one takie duże i nie wisiały tak wysoko, bo aż 380 m nad ziemią. Aby obciążnik był skuteczny, musiał mieć wagę 1/10 procenta całkowitej masy wieży – czyli w zastosowanym przybliżeniu 660 ton. Był to pierwszy i największy tego typu amortyzator na świecie i nawet potężne dźwigi używane do budowy nie poradziłyby sobie z takim ciężarem. Dostarczano go więc jako zestaw prefabrykatów, które na miejscu zespawano w całość. Zawisł z 92. na 88. piętro na szesnastu 10-centymetrowej grubości stalowych linach i nastrojono go tak, by odchylał się w kierunku dokładnie przeciwnym do odchyłów budowli. Gdy więc wiatr bądź fala sejsmiczna próbuje odchylić wieżowiec w jedną stronę, amortyzator przesuwa się w przeciwnym kierunku, wymuszając powrót sił działających na budynek do stanu równowagi – funkcjonuje więc podobnie do zwyczajnej przeciwwagi. Aby uchronić obciążnik przed uderzeniami w ściany lub przed wolnym przemieszczaniem się, mogącym pogłębiać odchyły, zabezpieczono go przy użyciu hydraulicznych amortyzatorów (zbliżonych nieco w konstrukcji do samochodowych). Przy wyjątkowo silnych przechyłach amortyzatory te mogą zablokować przeciwwagę w pozycji umożliwiającej jeszcze szybszy niż przy swobodnym odchyle powrót budynku do pionu.
Składa się z 41 grubych na 125 mm ułożonych warstwowo płyt stalowych, które zespawano tak, aby tworzyły kulę o średnicy 5,5 m. Przezywany pieszczotliwie „Damper baby”, doczekał się nawet własnej serii gadżetów – maskotki z głową w kształcie stabilizatora i oczami nawiązującymi do emblematu przed wejściem, koszulek, czapek, kubków, słodyczy oraz ulotek informacyjnych. Jest to pierwszy przypadek w historii, aby system stabilizacyjny nie był ukryty, a wręcz stał się integralną częścią wystroju budowli.
Kolejne dwa ważące po 7 ton obciążniki znajdują się u szczytu wieży. Ich zadaniem jest ochrona konstrukcji przed szczególnie silnymi podmuchami, które powszechnie trapią wysokie budynki zwieńczone iglicą.

### Wytrzymałość i stabilność

#### Fundamenty

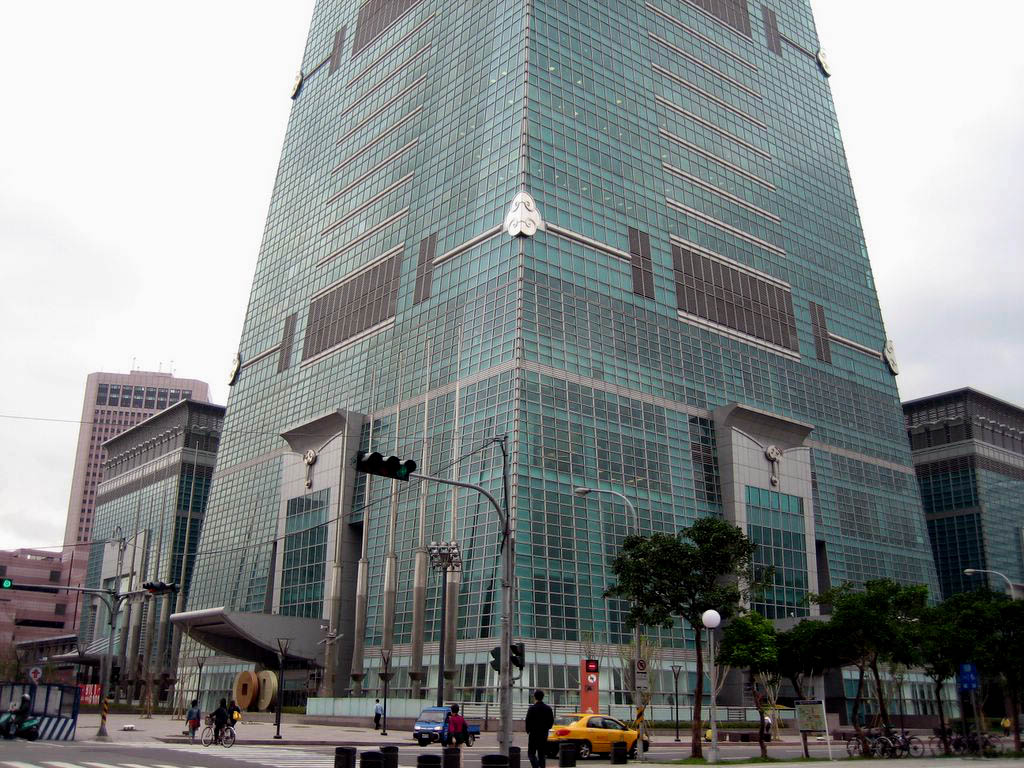
Dolna część wieżowca

Budynek tak wielki jak Taipei 101 podlega działaniu olbrzymich sił i naprężeń. Ponadto setki tysięcy lat zmian poziomów morza ukształtowały na wyspie warstwy miękkiego, niestabilnego gliniastego podłoża. Znalezienie solidnej podstawy pod budowę wieżowca nie należało do łatwych zadań. Fundamenty pod tak wysoki i ciężki obiekt mający znaleźć się w takim miejscu wymagały opracowania niezawodnych rozwiązań. Geologowie przez 8 miesięcy prowadzili odwierty na miejscu budowy, by poprzez analizę próbek gruntu ustalić, jaki profil powinna uzyskać podstawa budynku.
Aby przezwyciężyć problemy związane ze stabilnością gruntu, fundamenty Taipei 101 wspierają się na skrytej głęboko pod ziemią litej skale. Mająca 23 000 metrów sześciennych betonowa platforma spoczywa na systemie 382 długich na 80 m wbitych w ziemię wykonanych ze wzmocnionego betonu filarów. Trzydzieści metrów takiego filara tkwi w będącej podstawą całego miasta litej skale nie tyle sprawiając, że budowla spoczywa na skale, lecz że jest do niej na trwałe przytwierdzona. Każdy z pali ma średnicę 1,5 m i może przyjąć na siebie obciążenie sięgające 1000 – 1320 ton. Przygotowanie fundamentów trwało 15 miesięcy i wymagało usunięcia z działki 700 tysięcy ton ziemi.

#### Wieża

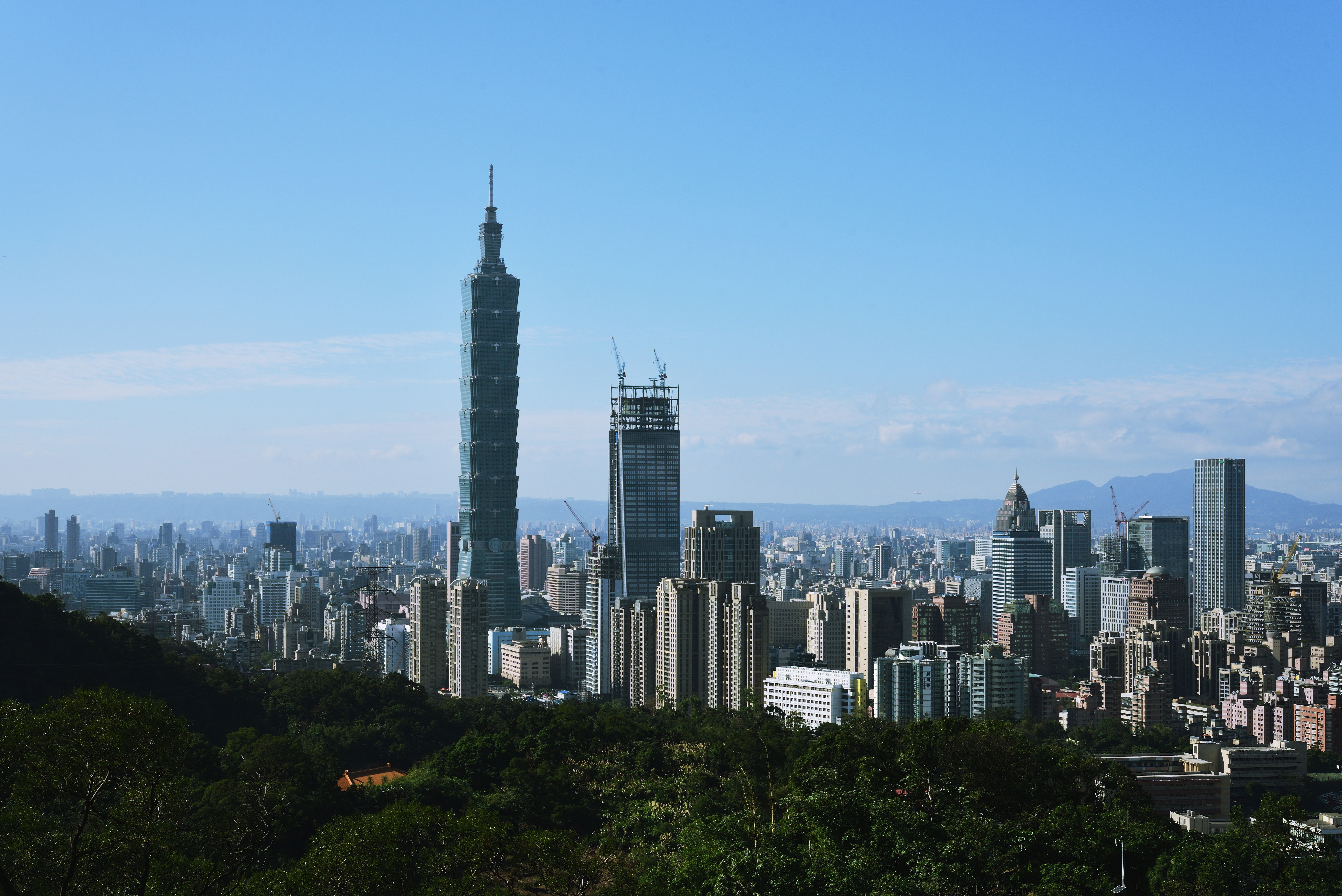
Taipei 101 wśród okolicznej zabudowy

Zakres podjętych środków bezpieczeństwa mających zapewnić stabilność konstrukcji przekracza nawet ten zastosowany w Tajwańskich elektrowniach jądrowych. Czyni to Taipei 101 nie tylko jednym z najbardziej stabilnych i solidnych budynków na Tajwanie, lecz nawet na świecie.
Olbrzymi ciężar budowli determinował rodzaje użytych materiałów budowlanych. By sobie z nim poradzić, potrzeba siły skrajnie odmiennej od tej niezbędnej przeciw huraganom i trzęsieniom. Sama stal nie może podołać temu zadaniu.
Aby zapobiec zniszczeniu stalowych kolumn pod wpływem ciężaru budowli, połączono zalety stali (odporność na rozciąganie) oraz betonu (wytrzymałość na ściskanie), wypełniając podpory do poziomu 66. piętra specjalnie zaprojektowanym gatunkiem betonu, o 60% bardziej wytrzymałym niż standardowy, zdolnym wytrzymać nacisk 69 MPa. Ze względu na to, że materiał ten jest ciężki i należy go dostarczyć na miejsce w konstrukcji zanim zastygnie, zaistniała również konieczność dokładnego doboru lepkości oraz czasu wiązania się mieszanki. Dało to możliwość pobicia przez Taipei 101 kolejnego rekordu – beton pompowano na nieosiągniętą do tej pory wysokość 450 m. (rekord został pobity w trakcie budowy Burdż Chalifa - 606 m.)
Stalowe elementy powstawały w hucie w Kaohsiung. Musiały one być elastyczne, by uginać się, twarde, by utrzymać olbrzymi ciężar budowli, lecz nie kruche, by nie pękły w wyniku trzęsienia ziemi. Każda z tych cech wymaga zastosowania odrębnego typu stali. Huta wytapiała 5 różnych jej gatunków, których używano w różnych miejscach konstrukcji tak, aby zapewnić jej pożądane cechy.
Projekt, zakładający użycie niezwykle wytrzymałej stalowej konstrukcji, zapewnia zarówno wytrzymałość, jak i niezbędną elastyczność wieży. Taipei 101 wspiera 36 kolumn, w tym 8 głównych, wyróżniających się olbrzymim rozmiarem. Beton, z którego zostały wykonane, posiada wytrzymałość 69 MPa zamiast standardowych 41 MPa. Co 8 pięter kolumny te połączone są z rdzeniem budowli za pomocą specjalnych odsadnic kratownicowych. Na całość konstrukcji składa się 11 takich liczących 8 pięter sekcji. Integralność konstrukcji Taipei 101 wymaga, aby superkolumny zachowywały się jak gigantyczna całość. Połączenie 30 90-tonowych sekcji, z których każdy się składa, wymagało stosowania innowacyjnych technik spawalniczych, mogących zapewnić niezbędną precyzję. Cztery sześcioosobowe drużyny spawaczy pracowały równocześnie. Ukończenie każdego spawu trwało przynajmniej 14 godzin, więc aby ukończyć wszystkie, potrzeba było 2 lata ciągłej pracy.
Projekt zakłada, że konstrukcja zdolna jest wytrzymać wichury osiągające ponad 60 m/s (216 km/h) oraz najsilniejsze trzęsienie ziemi, jakie może wystąpić w regionie. Według specjalistów, jedno takie trzęsienie, o sile powyżej 7 stopni w skali Richtera, występuje średnio co 2500 lat.
Budynek miał okazję wykazać się swoją stabilnością już w trakcie budowy. 31 marca 2002, w wyniku trzęsienia ziemi o sile 6,8 stopnia w skali Richtera, dwa dźwigi budowlane spadły z wysokości osiągniętego wówczas 56. piętra, co spowodowało śmierć pięciu pracowników, oraz wznieciło szereg małych pożarów. Budowa wieżowca została wstrzymana, wznowiono ją jednak dość szybko, gdyż po przeprowadzeniu inspekcji okazało się, że pomimo wcześniejszych obaw, wieżowiec zareagował na kataklizm zgodnie z oczekiwaniami konstruktorów a trzęsienie nie wyrządziło żadnych trwałych uszkodzeń.

### Przyczyna trzęsień ziemi?

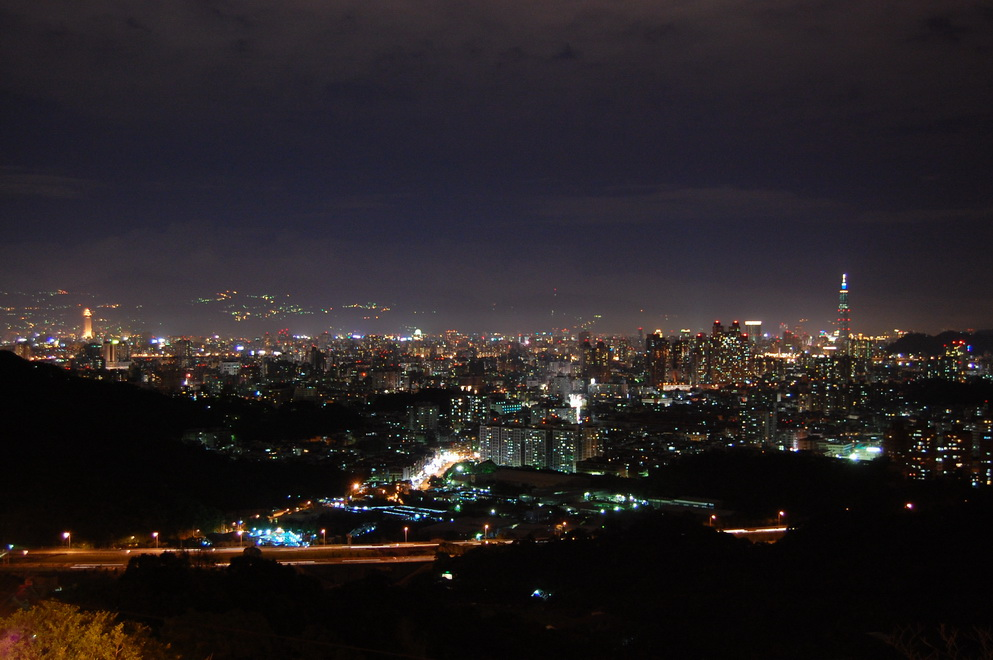
Nocna panorama Tajpej, Taipei 101 widoczny w głębi po prawej

Kwestia tego, czy budowa Taipei 101 spowodowała wzrost aktywności sejsmicznej w regionie powraca co jakiś czas na łamach światowej prasy.
Z jednej strony uważa się, że olbrzymi ciężar ważącego 700 tysięcy ton wieżowca przyczynił się do szeregu mikrotrzęsień ziemi (o sile w przybliżeniu 2 stopni w skali Richtera), lub nawet otworzył starodawny ryft tektoniczny.
Niecka Taipei była bardzo stabilnym miejscem, nie notowano tam na powierzchni żadnej aktywności sejsmicznej. Podczas budowy (1999–2003) odnotowywano co najmniej dwa mikrotrzęsienia w roku. Od ukończenia budowy zaś zanotowano dwa silniejsze (3,8 i 3,2 w skali Richtera) trzęsienia bezpośrednio pod wieżowcem. Można je było odczuć i bez urządzeń pomiarowych.
Budowa Taipei 101 różniła się znacząco od budowy innych wieżowców z uwagi na wykorzystanie specjalnych hybrydowych ram dźwigarowych oraz kolumn, aby dodatkowo wzmocnić konstrukcję. Możliwe, że wynikający z tego olbrzymi nacisk na fundamenty mógł spowodować wzrost aktywności sejsmicznej.
Szereg ekspertów pozostaje jednak sceptycznych w stosunku do tych teorii. Twierdzą oni, że budynek może swoim ciężarem oddziaływać jedynie na niewielką głębokość, a nie na 10 km, ile to byłoby konieczne, by wywołać ewentualne zmiany aktywności sejsmicznej. Zwracają też uwagę na brak danych i wybiórcze traktowanie tematu – cykl trzęsień ziemi trwa tysiące, jeśli nie miliony lat i opieranie się na krótkim, zaledwie 10-letnim przedziale czasu nie może być w żaden sposób miarodajne. Podkreślają, że notowane trzęsienia mogą być naturalną częścią cyklu a na podstawie dostępnych danych nie można jednoznacznie stwierdzić, czy budynek ma nań jakiś wpływ.
W porównaniu do tam oraz podziemnych wysypisk śmieci, wieżowce takie jak Taipei 101 nie wydają się takie ciężkie, zwłaszcza jeśli uświadomić sobie, że z placu budowy tajwańskiego wieżowca wywieziono w przybliżeniu 700 tysięcy ton ziemi – to niemal dokładnie tyle, ile waży cały wieżowiec, więc równowaga masy została zachowana. Stanowią jedynie punkty, niezdolne naciskiem na małą powierzchnię, jaką zajmują, oddziaływać na aktywność sejsmiczną.

### Telekomunikacja
Zintegrowana infrastruktura telekomunikacyjna wieżowca to dzieło firmy Chunghwa Telecom. Dwa łącza światłowodowe, przyłączone do budynku w dwóch różnych miejscach, dochodzą z niezależnych od siebie central firmy. Wewnętrzny przesył danych z głównych przesyłowni zlokalizowanych na 17. i 66. piętrze do znajdujących się na każdym biurowym piętrze rozdzielni zapewniają dwa osobne łącza o przepustowości 10 Gbit/s każde. Aby zapewnić sieciom możliwość rozwoju w stosunku do rosnących potrzeb i postępu technicznego, wieżowiec wyposażono w trzy alternatywne rodzaje łączy telekomunikacyjnych: mikrofalowe, optyczne oraz satelitarne (te ostatnie połączone są z dwiema stacjami naziemnymi). Na terenie całego obiektu funkcjonuje telefonia komórkowa a dostępną publicznie przestrzeń wyposażono w bezprzewodowy dostęp do Internetu.

### Ochrona przeciwpożarowa
Sytuację w budynku nieustannie monitorują liczne czujniki pożarowe. System automatycznych zraszaczy przeciwpożarowych podłączony jest do zbiorników wody znajdujących się na poziomach technicznych i jest zależny od siły grawitacji, nie zagrażają mu więc awarie zasilania. Łączny zapas wody wynosi mniej więcej tyle, co 2 olimpijskie baseny pływackie. Każde piętro posiada dwa hermetyczne korytarze, połączone z awaryjnymi klatkami schodowymi. Za ich pomocą można dotrzeć do specjalnych pomieszczeń chroniących przed ogniem, rozlokowanych na poziomach technicznych. Znajdują się tam zestawy ratunkowe, monitoring pomagający lokalizować potrzebujących pomocy oraz telefon umożliwiający kontakt ze światem. Pomieszczenia techniczne znajdujące się powyżej 34. piętra posiadają specjalne balkony mające ułatwić ewakuację. Na wszystkich poziomach biurowych oraz wzdłuż dróg ewakuacyjnych rozmieszczono zapewniające dodatkową ochronę pochłaniacze dymu.
Aby zwiększyć bezpieczeństwo przebywających w wieżowcu, co 6 miesięcy przeprowadzane są rutynowe ćwiczenia pożarowe.

### Zasilanie i bezpieczeństwo

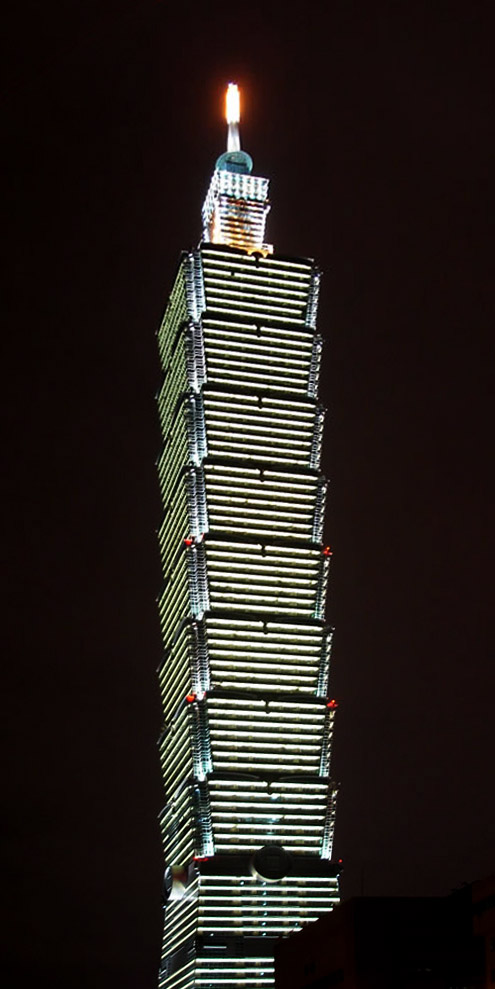
Taipei 101 w pełnej iluminacji

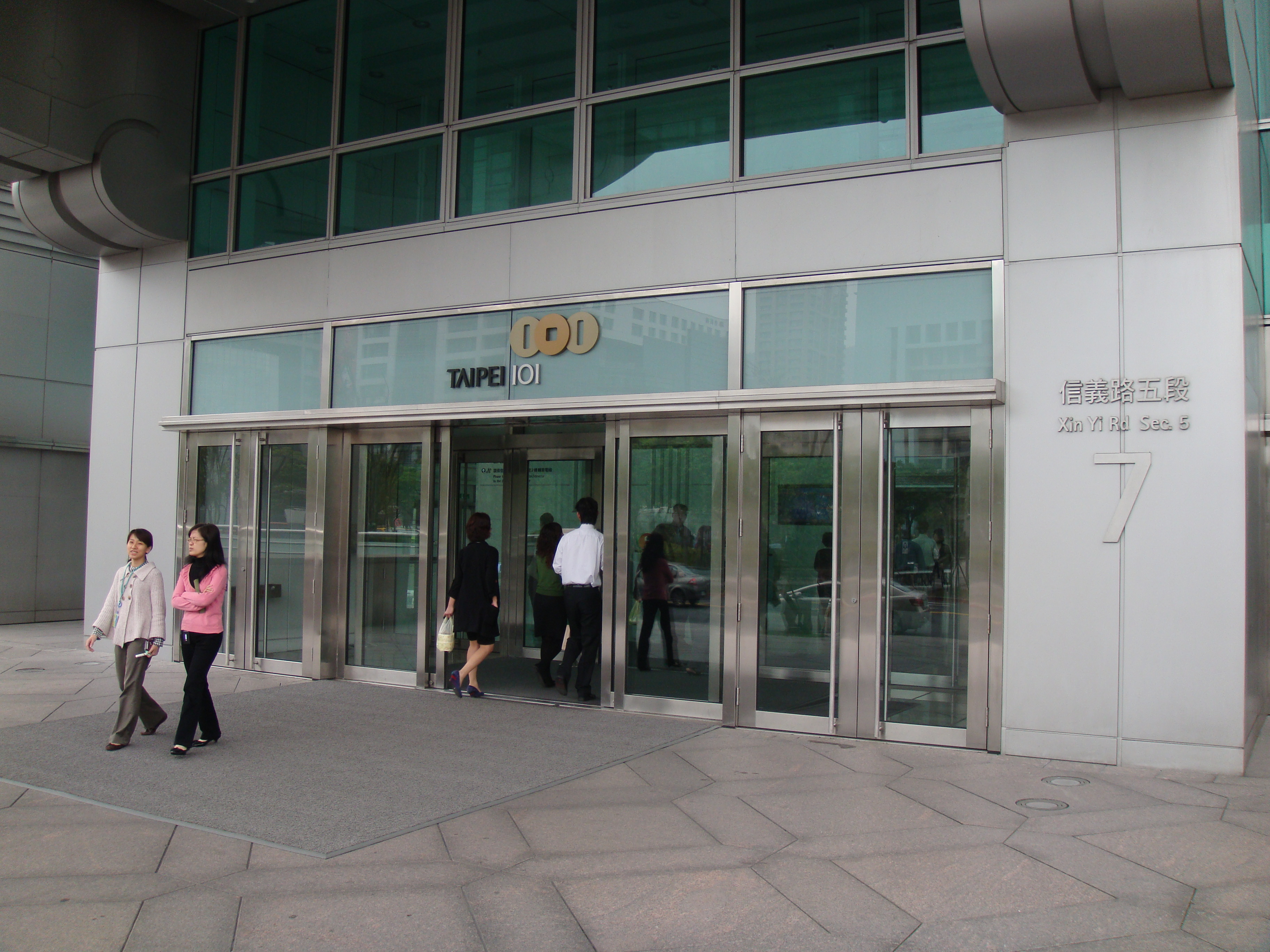
Główne wejście do wieżowca. Znajdujący się nad drzwiami emblemat nawiązuje do starożytnych chińskich monet

Taipei 101 zużywa w przybliżeniu tyle energii co sześć tysięcy przeciętnych gospodarstw domowych. Podpięty jest pod dwie niezależne stacje transformatorowe.
Wewnątrz wieży dwa oddzielne piony dostarczają prąd na dziewięć poziomów technicznych rozlokowanych co osiem pięter. Każde piętro biurowe jest połączone z dwoma takimi poziomami aby zminimalizować ryzyko ewentualnej utraty zasilania.
Na wypadek braków elektryczności, wieżowiec posiada własne agregaty prądotwórcze, zdolne generować do 70 procent całkowitego zapotrzebowania na energię. W sytuacjach awaryjnych, do czasu ich rozgrzania i uruchomienia, zasilanie kluczowym systemom budynku zapewniają zapasowe generatory UPS.
Instalacja elektryczna budynku jest tak rozbudowana, że kabla wystarczyłoby, aby przeciągnąć go z Tajpej do Nowego Jorku i z powrotem.
Taipei 101 posiada nowoczesne komputerowe systemy zarządzania energią oraz bezpieczeństwa. System Zarządzania Energią i Kontroli (The Energy Management and Control System – EMCS) nieustannie testuje i utrzymuje w gotowości instalacje przeciwpożarowe, urządzenia monitorujące obiekt oraz zapewniające szeroko pojętą ochronę. Dodatkowo za cel postawiono sobie minimalizowanie wpływu wszystkich systemów na środowisko.
System bezpieczeństwa, za pomocą różnorodnych narzędzi, między innymi 420 kamer przemysłowych i czytników kart dostępu rozmieszczonych w krytycznych punktach, takich jak wejścia czy często uczęszczane miejsca, kontroluje zarówno wchodzących do budynku, jak i strzeże wyposażenia oraz osób w wieżowcu pracujących. Wszystkie zamki na wszystkich drzwiach połączone są do centralnego systemu ochrony. Aby wejść do wieżowca, interesant musi potwierdzić telefonicznie swoją wizytę w biurze, które chce odwiedzić. Po przejściu weryfikacji i otrzymaniu tymczasowej karty dostępu można przejść przez bramkę optyczną i udać do celu. W czasie przechodzenia przez bramkę system wykonuje wchodzącemu zdjęcie. Dzięki tej procedurze, zawsze wiadomo, ile osób przebywa w wieżowcu i gdzie powinny się one znajdować.

### Kanalizacja
W budynku o takiej wysokości nawet spłukiwanie toalety nie jest tak proste jak zazwyczaj. Litr wody opadający z najwyższego piętra Taipei 101 miałby taką energię jak cegła poruszająca się z prędkością 65 km/h. Dlatego specjalna sieć znajdujących się na poziomach technicznych zbiorników przechowuje, przetwarza i odprowadza ścieki bezpiecznie na poziom gruntu.

### Klimatyzacja
Zarówno centrum handlowe, jak i wieżę wyposażono w rozbudowane systemy kontroli środowiskowej. Cztery ważące po 1050 ton każda chłodnice zdolne są w ciągu nocy wytwarzać 18 tysięcy ton lodu na godzinę. Lód ten rozprowadzany jest rurami aby schłodzić wodę oraz zasilać urządzenia chłodnicze w dzień. System ten zmniejsza zapotrzebowanie budynku na prąd o 3200KW na miesiąc. Pozwala także na znaczące oszczędności miejsca potrzebnego na urządzenia klimatyzujące. Jest na bieżąco monitorowany i kontrolowany tak, aby działał w granicach wyznaczonych parametrów, może jednak także działać bez zasilania, co zabezpiecza przed rozregulowaniem klimatu budynku przez awarię prądu.
Na całym obiekcie obowiązuje ścisły zakaz palenia mający poprawić jakość powietrza budynku. Jedynym wyjątkiem jest znajdująca się na 35. piętrze niewielka palarnia, utworzona pod patronatem
British American Tobacco w sierpniu 2006.
To nie jedyne ekologiczne rozwiązania zastosowane w konstrukcji budynku. Na szeroką skalę stosuje się energooszczędne lampy fluorescencyjne. Obieg wody jest częściowo zamknięty – ścieki z umywalek oraz klimatyzatorów, a także przechwytywana woda deszczowa, są przetwarzane i służą do spłukiwania toalet oraz chłodzenia budynku. Charakterystyczne niebieskozielone ściany kurtynowe, wytopione są z podwójnej warstwy szkła (co daje wytrzymałość sięgającą 8 ton), nie przepuszczają ciepła i chronią przed promieniowaniem UV. Dzięki tym rozwiązaniom po raz kolejny zmniejszono zapotrzebowanie użytkowników budynku na klimatyzację.

### Windy
Dwupokładowe windy, w które zaopatrzyła Taipei 101 Toshiba Elevator and Building Systems Corporation (TELC) to najszybsze tego typu konstrukcje na świecie. W 2004 ustanowiły one rekord prędkości w jeździe do góry wynoszący 16,83 m/s (1010 m/min, 60,6 km/h). Poprawiły tym samym poprzedni rekord, należący do wind Yokohama Landmark Tower, znajdującej się w Jokohamie w Japonii, który wynosił 12,5 m/s (45,0 km/h). Oznacza to wzrost wydajności aż o 34,7 procent. Windy Taipei 101 mogą osiągnąć poziom obserwacyjny na 89. piętrze w czasie poniżej 37 sekund.
Za projektowanie systemu transportu odpowiadała ekipa 5 osób, prace nad jego stworzeniem zajęły 1 rok i 45 dni. W przybliżeniu tyle czasu budowano w 1931 Empire State Building w Nowym Jorku. Dodatkowe 4 lata zajęła instalacja oraz integracja systemu z wieżowcem. Projektanci musieli przezwyciężyć wiele problemów, m.in. ze zmianami ciśnienia, emisją hałasu oraz systemem zabezpieczeń przed zerwaniem się dźwigu.
W budynku znajdują się 34 dwupokładowe windy obsługujące poziomy biurowe. Posiadający dwie kabiny dźwig zatrzymuje się jednocześnie na dwóch piętrach – na piętrze parzystym i na nieparzystym poniżej. Dwukrotnie zwiększona ilość przewożonych pasażerów znacznie podnosi wydajność systemu.
Obszar działania dwupoziomowych kabin podzielono na 6 stref obsługi. Przesiadać można się na piętrach 35./36. oraz 59./60. Można tam złapać windę do dowolnej ze stref lub innego punktu przesiadkowego. System inteligentnego przywoływania umożliwia wybór piętra już przy wzywaniu dźwigu zamiast dopiero w kabinie. Każdej z wind nadano aerodynamiczny kształt oraz wyposażono w system kontroli ciśnienia, zaawansowany system hamulców awaryjnych oraz pierwszy na świecie trójstopniowy mechanizm przeciwdziałający zużywaniu się lin. Precyzyjne elektroniczne wyważenie kabiny sprawia, że nawet postawiona na brzegu moneta nie zadrży w trakcie jazdy. Koszt każdej z wind to 80 milionów NT$ (2,4 miliona dolarów).
Windy posiadają szereg zabezpieczeń uniemożliwiających pasażerom dowolny wybór pięter. Chroni to przed nieautoryzowanymi wejściami i zwiększa bezpieczeństwo budynku.

### Piorunochrony
Przed piorunami chroni Taipei 101 rozbudowana instalacja odgromowa. Na całej budowli rozmieszczono liczne 50 centymetrowej długości pręty. Szczyt iglicy wieńczy metrowej długości zwód. W sumie instalacja liczy 112 prętów ochronnych odprowadzających energię wyładowań pod ziemię. Dodatkowo, każdy segment 8 pięter chroni miedziany pas odgromowy, którego łączna długość na całej konstrukcji wynosi 3875 m. Przepisy nakazują, aby instalacja odgromowa chroniła obszar wokół budowli obejmujący stożek o kącie rozwarcia od 45 do 60 stopni. Instalacja Taipei 101 zapewnia ochronę 60 stopniową, co zabezpiecza wieżowiec przed wyładowaniami zarówno od góry, jak i po bokach.

### Mycie okien
Aby umyć wszystkie 17 tysięcy okien budynku, robotnicy pracują na specjalnie zaprojektowanych gondolach zawieszeni po zewnętrznej stronie elewacji.  Roboty można prowadzić jedynie wtedy, gdy prędkość wiatru nie przekracza 10 m/s. Aby uchronić gondolę przed odchyłami, do budynku przytwierdzone są zawsze liny mocujące. Zwężająca się w dół segmentowa konstrukcja wieżowca wymagała zastosowania specjalnego systemu przeciwwag tak, aby ekipy czyszczące mogły zawsze znajdować się w odpowiedniej odległości od ścian budynku. Oczyszczenie całej powierzchni elewacji zajmuje czterem dwuosobowym ekipom robotników 3 miesiące. Zadanie to jest tak duże, że gdy tylko zostanie ukończone, trzeba zacząć je na nowo.

## Symbolika

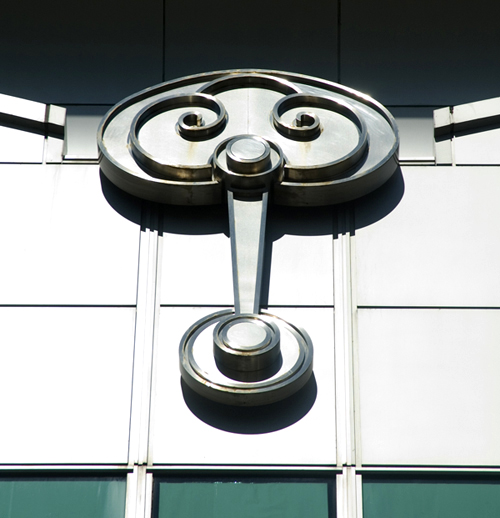
Motyw Ruyi umieszczony nad wejściem do budynku

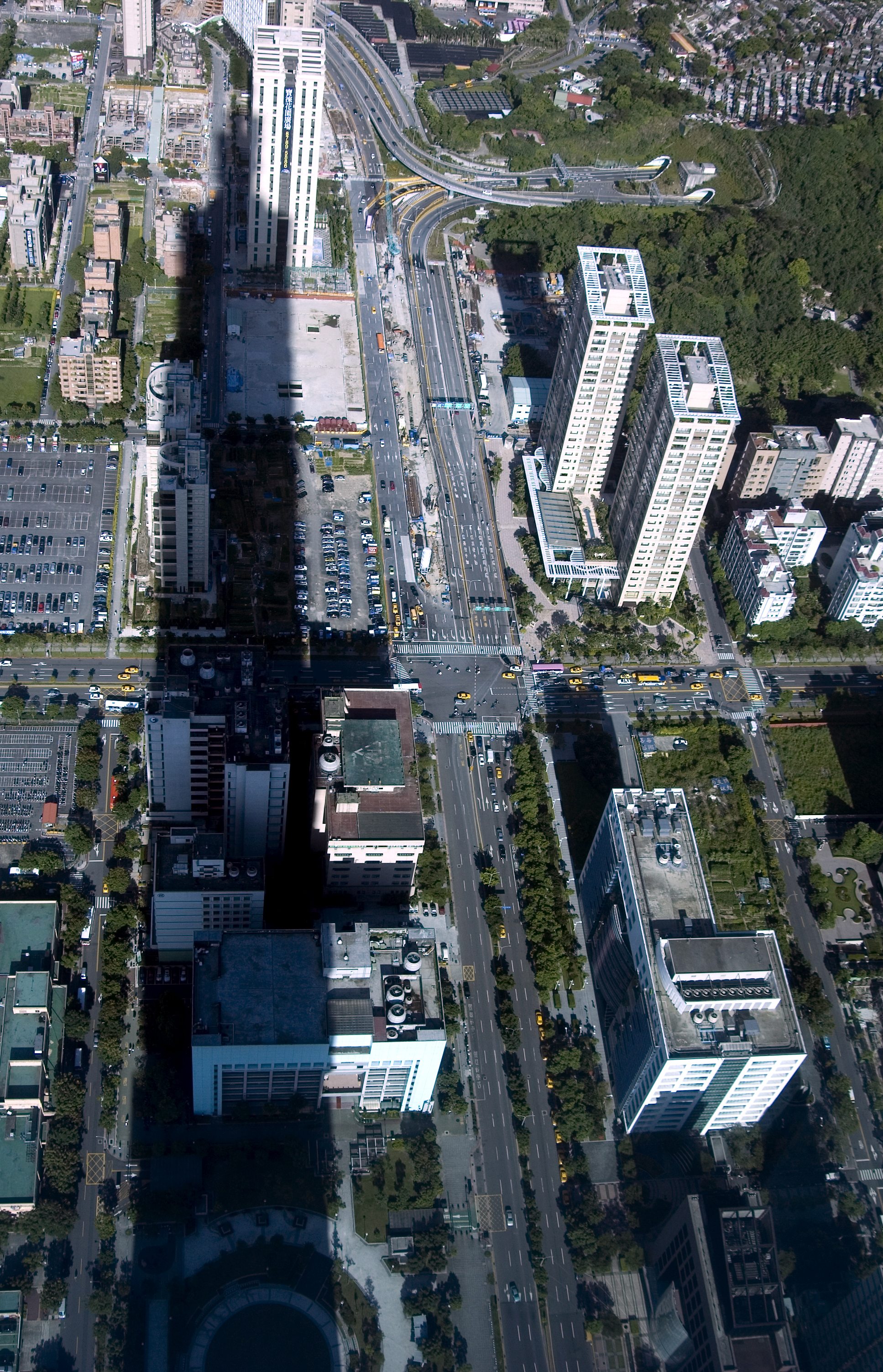
Taipei 101 jako zegar słoneczny

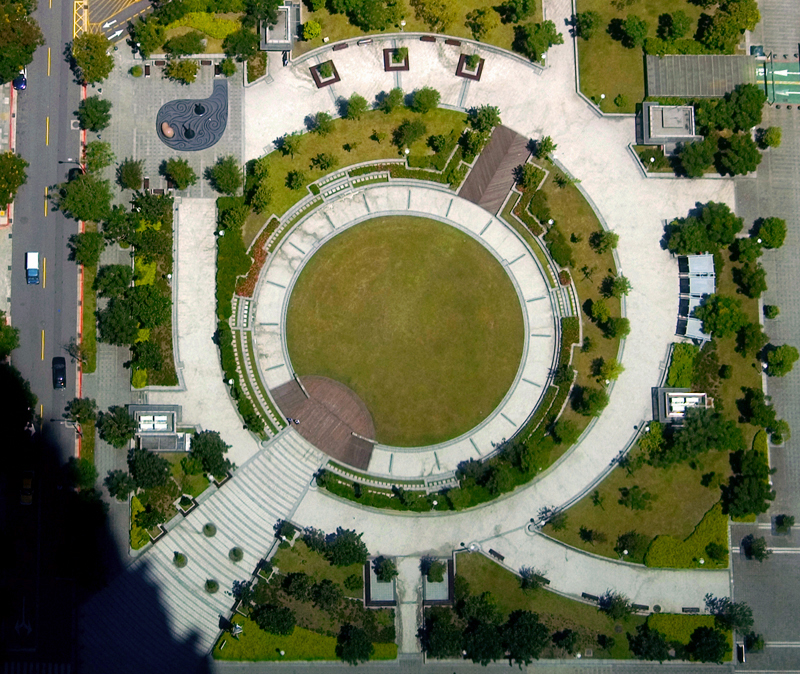
Millenium Park

Taipei 101, tak jak wszystkie strzeliste konstrukcje, wpisuje się w symbolikę axis mundi: stanowi niejako środek świata, w którym ziemia spotyka niebo a cztery kierunki świata łączą się ze sobą.
Wysokość 101 pięter nawiązuje do cyklu odnowy czasu: nowego wieku, który nastał w czasie budowy (100+1) oraz wszystkich nadchodzących lat (1 stycznia to 1-01). Reprezentuje też szczytną ideę ciągłego ulepszania siebie – spełniania standardów w 101 procentach. Liczba 101 to także element lokalizacji budynku – 101 to kod pocztowy dzielnicy, w której wieżowiec się znajduje. Doszukać można się też analogii do systemu dwójkowego stosowanego w technologiach cyfrowych.
Wieża podzielona jest na 8 segmentów, z których każdy liczy 8 pięter. W chińskim kręgu kulturowym liczba 8 kojarzy się z dostatkiem, powodzeniem oraz szczęściem. W kulturach stosujących podział czasu na trwający 7 dni tydzień, cyfra 8 symbolizuje również odnowę czasu (7+1). W technologiach cyfrowych 8 kojarzona jest z bajtem, podstawową jednostką informacji. Zastosowane podziały pełnią także funkcję praktyczną – redukują siłę uderzającego o budynek wiatru. Podobnie nawiązano do cyfry 8 w znajdującym się w Szanghaju Jin Mao Tower.
Kształt i proporcje segmentów tworzą skojarzenia między innymi z pagodą (jako wieżą łączącą niebo i ziemię, do koncepcji tej nawiązuje również Petronas Towers), pędem bambusa (symbolem nauki i rozwoju) oraz stosem sztabek złota bądź skarbonek (symbol dostatku). Cztery tarcze zamontowane po czterech stronach budynku w miejscu, gdzie podstawa przechodzi w wieżę, symbolizują monety. Emblemat umieszczony nad wejściem przedstawia trzy starożytne złote monety z otworami w środku. Ustawiono i dobrano je tak, by przypominały liczbę 101.
Zielony odcień elewacji nawiązuje do koloru pędów bambusa.
Jak mówi C.P. Wang, architekt i szef projektu, budynek stworzono w oparciu o filozofię integracji z naturą. Porównał go do rośliny, która wyrasta z ziemi, aby sięgnąć nieba. Twierdzi, że  metodyka ta różni się znacząco od podejścia zachodniego, którego celem jest poskromienie natury.
TAIPEI rozwinięto jako akronim: "Technology, Art, Innovation, People, Environment, Identity" (Technologia, Sztuka, Innowacja, Ludzie, Środowisko, Tożsamość). Hasła te mają stanowić esencję tego, czym i dla kogo jest wieżowiec.
Kolejnym elementem rozbudowanej symboliki budynku są ukształtowane spiralnie dekoratorskie motywy ruyi. Ten starożytny emblemat, kojarzony z niebiańskimi obłokami, oznacza uzdrowienie, ochronę oraz spełnienie. Obecnie występuje też jako element świętowania osiągnięcia wyższego szczebla kariery. Każdy z tych detali ma przynajmniej 8 metrów wysokości. Rozległy łukowaty dach centrum handlowego wieńczy największy w budynku ruyi, rzucający cień na przechodniów w pasażu. Pomimo iż wszystkie te detale nawiązują do tradycyjnych kształtów, przeważa ich współczesna, spłycona interpretacja.
Wraz ze znajdującym się z południowej strony wieżowca Millenium Park tworzy kolejny symbol czasu. Okrągły kształt parku pozwala mu odgrywać rolę tarczy zegara słonecznego. Rzucany nań cień wskazuje pracownikom w budynku porę późnego popołudnia. Kolejne nawiązanie do czasu odnajdziemy w zegarze leżącym przy wejściu do parku – czerpie on energię bezpośrednio z rozbijającego się o budynek wiatru.
W nocy jasnożółta poświata zamontowanego na iglicy oświetlenia sprawia, iż Taipei 101 przypomina olbrzymią świecę lub pochodnię – symboliczne ucieleśnienia ideałów wolności oraz gościnności. Od godziny 6:00 do 10:00 każdego wieczora wieża świeci w jednym z 7 dostępnych kolorów. Każdy dzień tygodnia ma swój kolor:
Cykl świetlny nawiązuje do bogatej symboliki tęczy, tradycyjnie interpretowanej jako most łączący niebo z ziemią oraz ludzi między sobą.

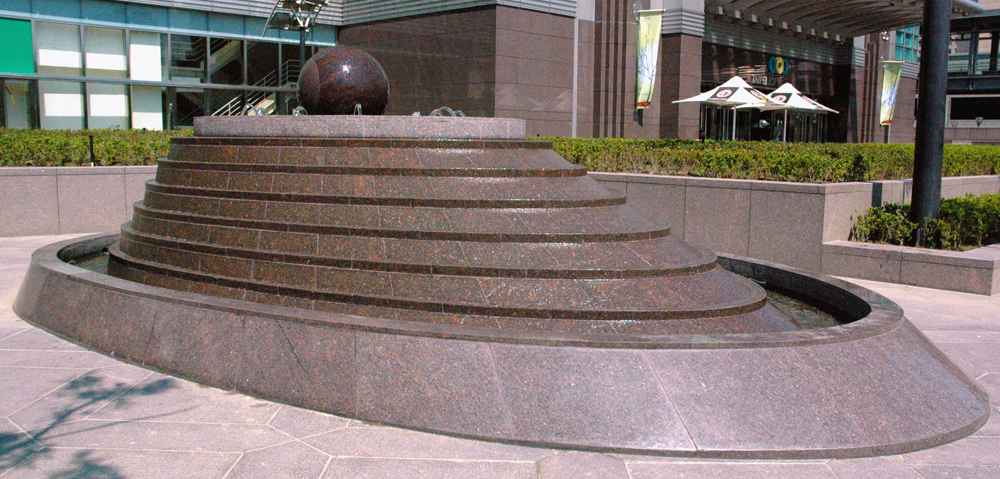
Fontanna Feng shui na zewnątrz budynku

Taipei 101, podobnie jak liczne okoliczne budynki, zdradza wpływ filozofii feng shui. Przykładem może być skrzyżowanie Songlian Road i Xinyi Road przy wschodnim wejściu do budynku. Znajduje się tam dużych rozmiarów fontanna. Umieszczona u jej szczytu kula obraca się w kierunku wieży. Można na nią patrzeć ja na dzieło sztuki – widzimy wtedy, że wykonana z kamienia zawierająca wodę instalacja kontrastuje z wykonanym ze stali i szkła wieżowcem – zaś jej linie podziału nawiązują do rytmu budowli. Według kryteriów feng shui, spełnia ona dodatkowo funkcję praktyczną. Skrzyżowanie w kształcie litery "T" nieopodal wejścia do budynku wysysa pozytywną energię, qi, zarówno z wieżowca, jak i z przebywających w nim ludzi. Obieg wody umieszczony w tym miejscu może temu zaradzić poprzez stworzenie prowadzącego do wnętrza budowli strumienia energii qi. Tak oto, przy użyciu tradycyjnych metod, poradzono sobie z kłopotliwym położeniem budynku – rezultat tego postępowania wygląda zaś nadzwyczaj nowocześnie.
Taipei 101 łączy w sobie starożytne motywy oraz pomysły z nowoczesną technologią i materiałami. Odnawia koncepcję każdej wysokiej wieży jako centrum okolicy. Wzajemnie oddziałują w nim ze sobą symbole optymizmu, dostatku oraz świadomości upływu czasu.

## Poziomy obserwacyjne

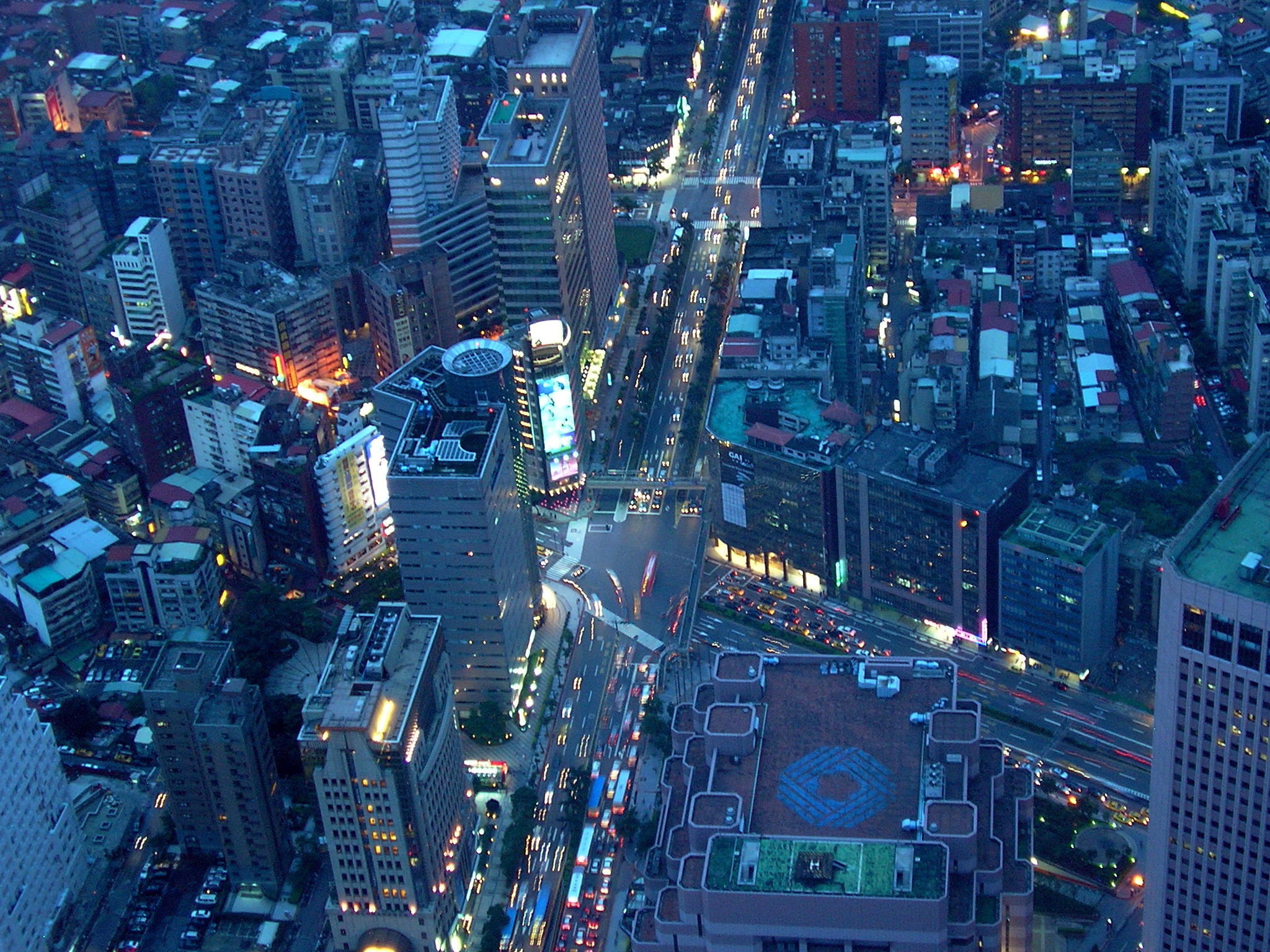
Widok z wewnętrznego poziomu obserwacyjnego

W Taipei 101 znajduje się wewnętrzny poziom obserwacyjny (na 89. piętrze) oraz zewnętrzna platforma widokowa (poziom 91. piętra). Z obu można podziwiać pełną panoramę okolicy.
- Wewnętrzny poziom obserwacyjny zlokalizowany jest na wysokości 383,4 m. Oprócz panoramy Tajpej można tam obejrzeć także główny stabilizator, kupić jedzenie, napoje oraz zaopatrzyć się w pamiątki.

- Zewnętrzna platforma widokowa znajduje się 391,8 m nad ziemią i jest tym samym najwyżej położoną platformą widokową na świecie. Prowadzi na nią specjalna osobna klatka schodowa. Zwiedzającym udostępniono ją 16 września 2006. Otwiera się ją jedynie na specjalne okazje, gdy pozwalają na to warunki pogodowe.

Zarówno kasy dla turystów chcących wyjechać na górę jak i windy na najwyższe poziomy zlokalizowano na 5. piętrze centrum handlowego. Znajdują się tam także kolejne sklepy z pamiątkami i darmowe szafki depozytowe wymagające monety 10 NT$ (w przybliżeniu jest to 25 eurocentów). Opłata za wstęp wynosi 500 NT$ (ok. 12,5 €; stan na październik 2013), za bilet ulgowy (dostępny dla dzieci poniżej 12. roku życia) płaci się 450 NT$. Darmowy wstęp na 89. piętro mają dzieci o wzroście poniżej 115 cm (jedno dziecko na jednego dorosłego odwiedzającego). Miejsca dla grup zorganizowanych (20 lub więcej osób) należy rezerwować z przynajmniej jednodniowym wyprzedzeniem, bilet grupowy kosztuje 450 NT$. Wejściówki dostępne są w kasie w centrum handlowym lub przez Internet na stronie wieżowca. Jeśli kupujący sobie tego zażyczy, po odpowiednim oznaczeniu rąk może korzystać z biletu przez cały dzień.
Wewnętrzny poziom obserwacyjny czynny jest 13 godzin (od 9:00 do 22:00) przez 7 dni w tygodniu, z wyjątkiem okresu wakacyjnego, w którym godziny otwarcia mogą ulegać zmianom w miarę potrzeb. Sprzedaż biletów kończy się o 21:15.

## Sztuka

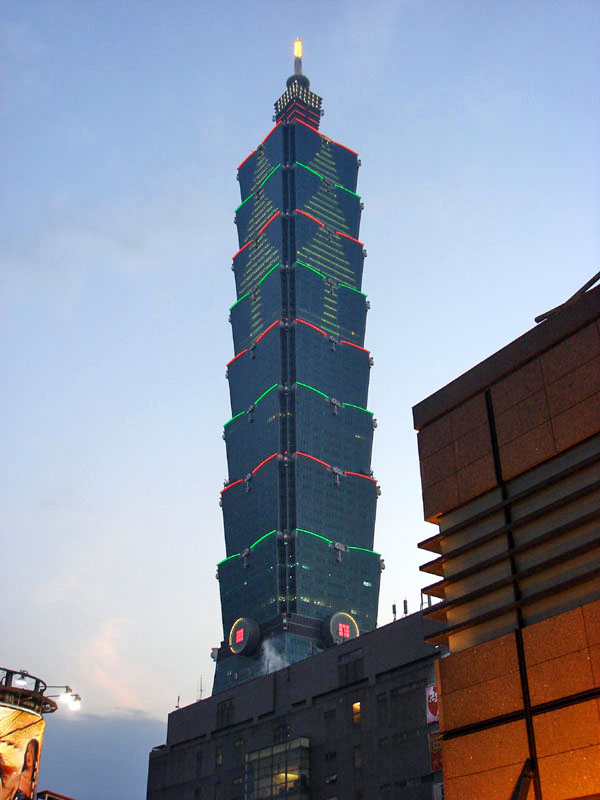
Taipei 101 podczas świąt, w postaci choinki

Zarówno wokół wieżowca, jak i w jego wnętrzu napotkać można liczne dzieła sztuki. Są to między innymi:
- Rebecca Horn (Niemcy). Rozmowa Yin z Yang. 2002. Stal, żelazo.
- Robert Indiana (USA). Miłość oraz 1-0. 2002. Aluminum.
- Ariel Moscovici (Francja). Pomiędzy ziemią a niebem. 2002. Odmiana granitu znana jako "rose de la claret".
- Chung Pu (Tajwan). Okrąg Świata. 2002. Czarny granit i biały marmur.
- Jill Watson (Anglia). Kompozycja miejska. 2002. Brąz.

Na wewnętrznym poziomie obserwacyjnym regularnie prezentowane są różne wystawy. Wystawiano tam prace między innymi nail painter Hua-ta Hu – Wu Chinga (rzeźba w złocie), Ping-huang Changa (malarstwo tradycyjne), Po-lin Chi (fotografia lotnicza) i Chinese Artistic Lantern Association (tradycyjne chińskie lampiony).
W 2007 przy wejściu od strony Xinyi Road odsłonięto niewielki pomnik upamiętniający wszystkich, którzy przyczynili się do wzniesienia wieżowca: inwestorów, architektów i robotników, w tym także tych, którzy zginęli podczas budowy – piątki, która padła ofiarą trzęsienia ziemi oraz elektryka, który poniósł śmierć w wypadku. Instalacja autorstwa Florence Ng, artystki pracującej w szkle, nazwana "Towarzysze", przybrała postać siedmiu ułożonych w tangram różnokolorowych szklanych filarów z wyrytymi imionami. Podświetlona w nocy, ma przypominać o wspólnym wysiłku, jaki został poniesiony, aby wznieść najwyższy budynek świata.

## Wykorzystanie powierzchni

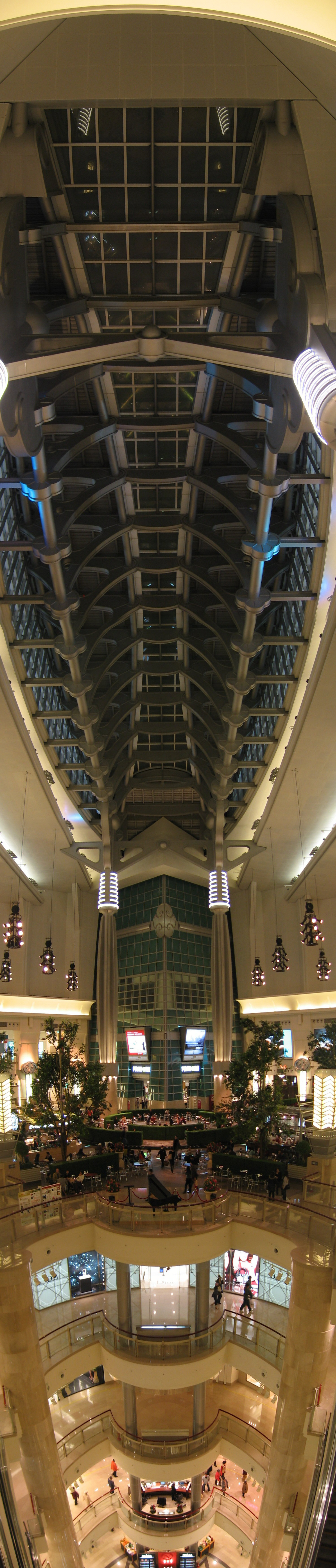
Centrum handlowe

Jak podaje właściciel budynku, w marcu 2007 przeważająca część dostępnych na wynajem powierzchni została już zajęta. Informacji o obecnym stopniu zajętości powierzchni nie udostępniono.
Wśród publicznie ogłaszających się najemców można wymienić:
- ABN AMRO Bank
- Anthony’s Group Holding Company Ltd
- Bayer Taiwan
- Cosmos Bank
- DBS Bank Ltd
- Emirates Advocates Taiwan (Komisja handlowa ZEA)
- The Executive Centre
- Fulland Securities Consultant Company Ltd (filia Hantec Group)
- GoldBank of Taiwan
- Google Taiwan
- HVB Bank
- ING Antai
- ING SITE (członek Internationale Nederlanden Groep N.V., or ING)
- ING SCE (członek Internationale Nederlanden Groep N.V., or ING)
- Jones Lang LaSalle
- KPMG
- McKinsey & Company Taiwan
- PeopleSearch Taiwan
- People’s King
- SABIC Asia Pacific Pte Ltd
- Starbucks Coffee
- Taiwan Ratings Corporation
- Taiwan Stock Exchange Corporation (TSEC) – Tajwańska Giełda Towarowa. Zajmuje całe 7 pięter budynku[42].
- Winterthur Life Taiwan

W podziemiach na wybudowanie linii metra Xinyi i podłączenie budynku do sieci komunikacji miejskiej czeka w pełni wyposażona stacja.
Na 35. piętrze znajduje się przeznaczona dla pracowników wieżowca restauracja Elly’s Flower & Cafe.
Piętro 84. zarezerwowano na specjalne okazje, takie jak spotkania towarzyskie, uroczystości, przyjęcia i bankiety.
Na 85. piętrze zlokalizowane są dwie restauracje: Diamond Tony’s, serwujący europejskie potrawy mięsne i owoce morza oraz Shin Yeh 101 (欣葉) oferujący szeroki wybór kuchni tajwańskiej. Całe 86. piętro zajmuje japońska restauracja XEX.
Na 101. piętrze mieści się prywatny klub "Summit 101". Nie ujawniono na jego temat żadnych informacji z wyjątkiem wzmianki w broszurce dla zwiedzających.
W połączonym z wieżą centrum handlowym znajdują się setki markowych sklepów, restauracji, klubów i innych atrakcji. Wiele elementów wystroju nawiązuje do tradycji feng shui, obecne są elementy zarówno retro-gotyckie, jak i industrialne.  W wielu miejscach pojawiają się spiralne motywy ruyi.
Od maja 2006 Taipei 101 oferuje także możliwość wynajmu znajdującego się na 36. piętrze centrum konferencyjnego oraz biznesowego.
W szczytowych okresach przez budynek przewija się 40 tysięcy ludzi dziennie, przypomina on miasto – tyle że pionowe, a nie poziome, jak zazwyczaj.

## Kalendarium

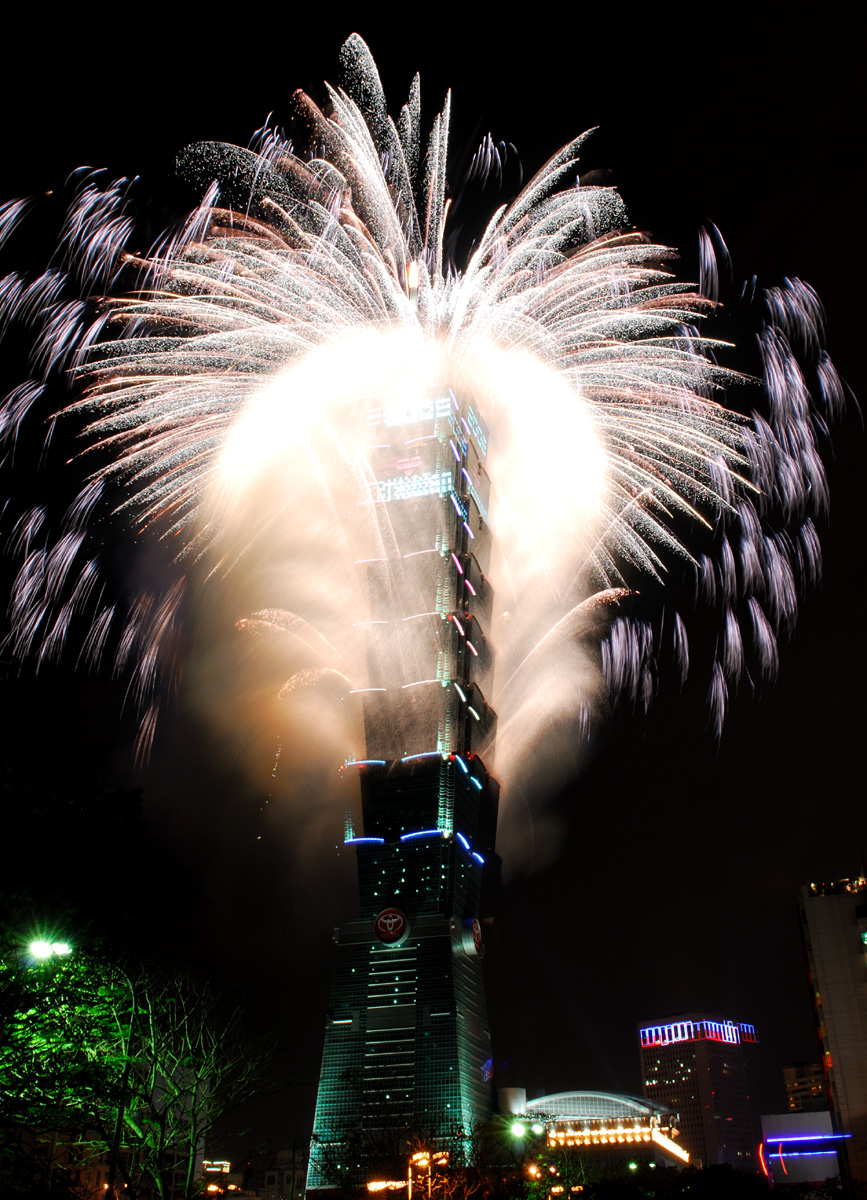
Noworoczny pokaz fajerwerków (2008)

Do najważniejszych momentów przebiegu planowania oraz budowy wieżowca można zaliczyć:
| Data                 | Wydarzenie |
| -------------------- | --- |
| 20 października 1997 | Podpisanie "Development and operation rights agreement" z władzami miasta Tajpej.                             |
| 13 stycznia 1998     | Ceremonia inauguracyjna budowy.                                                                               |
| 10 sierpnia 1998     | Zaktualizowano pozwolenie na budowę, teraz dotyczyło ono 101-piętrowego budynku.                              |
| 13 kwietnia 1999     | Zatwierdzenie zmiany wysokości na 509,2 m przez urząd miasta Tajpej.                                          |
| 7 czerwca 2000       | Ukończenie pierwszej z kolumn wieży.                                                                          |
| 13 czerwca 2001      | Ukończenie dachu centrum handlowego.                                                                          |
| 13 maja 2003         | Centrum handlowe dostaje pozwolenie na użytkowanie.                                                           |
| 11 lipca 2003        | Ukończenie dachu.                                                                                             |
| 17 października 2003 | Montaż iglicy.                                                                                                |
| 14 listopada 2003    | Otwarcie centrum handlowego.                                                                                  |
| 15 kwietnia 2004     | Council on Tall Buildings and Urban Habitat (CTBUH) oficjalnie uznaje Taipei 101 za najwyższy budynek świata. |
| 12 listopada 2004    | Wieżowiec otrzymuje pozwolenie na użytkowanie.                                                                |
| 31 grudnia 2004      | Oficjalne otwarcie obiektu.                                                                                   |
| 1 stycznia 2005      | Pierwszy noworoczny pokaz fajerwerków.                                                                        |

## Historia

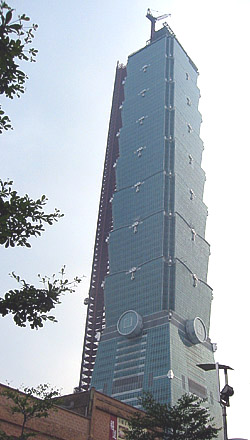
Taipei 101 w budowie, lipiec 2003

Projektowanie Taipei 101 rozpoczęło się w 1997 za kadencji burmistrza Chen Shui-biana. Pierwotna koncepcja zakładała wzniesienie na działce trzech budynków, najwyższy z nich, mający znaleźć się w centrum, miał liczyć 60 pięter, dwa sąsiednie w przybliżeniu sięgałyby 20. Plan jednak ulegał szybkim zmianom. Inwestorzy dali się jednak przekonać do zwiększenia wysokości największego z budynków kosztem pozostałych. 60 pięter szybko przekształciło się w 88, potem zaś, gdy inwestorzy uświadomili sobie, jak niewiele brakuje, by wznieść się tam, gdzie jeszcze nikt przed nimi, zdecydowali o budowie najwyższego na świecie, 101-piętrowego drapacza chmur. Budowa, z wyjątkiem incydentu z trzęsieniem ziemi, przebiegała zgodnie z planem, pierwszą kolumnę głównej wieży ukończono w lecie 2000. W szczytowym punkcie konstrukcji nad wieżowcem pracowali ludzie z 43 państw. Szereg zmian konstrukcyjnych wymusiła niewielka odległość od lotniska Taipei Municipal (Songshan). Udało się jednak przezwyciężyć wszystkie przeszkody i wznieść Taipei 101 w pełnej planowanej wysokości.
31 marca 2002 wstrząs o sile 6,8 w skali Richtera nawiedza Tajwan. W znajdującym się zaledwie 135 km od epicentrum Tajpej zniszczeniu uległo ponad 100 domów, a 5 budynków zawaliło się. Skutki trzęsienia nie ominęły budowy Taipei 101. Dwa dźwigi budowlane spadły z osiągniętej podówczas wysokości 240 m. Zginęło 5 robotników, wielu innych odniosło obrażenia. Wstrzymano prace budowlane. Inżynierowie rozpoczęli badanie budynku pod kątem uszkodzeń konstrukcji. Realizacja całego przedsięwzięcia stanęła pod znakiem zapytania. Katastrofa, w połączeniu z wcześniejszymi zamachami z 11 września, zaczęła wzbudzać w pracownikach i inwestorach wątpliwości, czy Tajpej potrzebuje aż tak wysokiego budynku. Przestój w pracach trwał aż trzy miesiące, co wywołało rozliczne problemy natury finansowej. Morale podupadło a nad projektem zawisły czarne chmury. W końcu, w lipcu 2002, wyniki ekspertyz dały budowie zielone światło. Trzęsienie nie naruszyło konstrukcji i prace mogły przebiegać dalej. Żaden laboratoryjny eksperyment nie mógł lepiej wykazać, iż konstrukcja może oprzeć się trzęsieniu, nie wymagałby on jednak takiej ceny, jaką przyszło zapłacić.
Kładzenie dachu ukończono trzy lata później, 1 lipca 2003 Ma Ying-jeou, świeżo obrany burmistrz Tajpej, wkręcił ostatnią, złotą śrubę.
Pod koniec 2004 ukończona była już główna konstrukcja budynku. Ciągle brakowało mu jednak 4 metrów do tytułu najwyższego. Wyniesienie na szczyt ważącego 400 ton zwieńczenia zapewniającego tytuł było niezwykle złożonym przedsięwzięciem logistycznym. Nigdy jeszcze niczego tak ciężkiego nie wynoszono w taki sposób na tak wielką wysokość. Było to nie tylko trudne, lecz też niebezpieczne. System dźwigni hydraulicznych oraz lin uniósł potężną konstrukcję. Podnoszenie trwało powoli, dopiero po 14 dniach zwieńczenie znalazło się na miejscu. Budowa Taipei 101 była prawie ukończona.
Oficjalnego otwarcia budynku dokonano 31 grudnia 2004 podczas obchodów Nowego Roku. Prezydent Tajwanu Chen Shui-bian, burmistrz Tajpej Ma Ying-jeou oraz przewodniczący parlamentu Wang Jin-pyng przecięli wstęgę, symbolicznie kończąc 6-letni okres budowy. Ceremonię uświetniły liczne koncerty popularnych artystów, takich jak A-Mei czy Stefanie Sun. Zwiedzający po raz pierwszy udali się windami na poziomy obserwacyjne. Kilka godzin później odbył się pierwszy noworoczny pokaz fajerwerków. Całość kosztów budowy szacuje się na 700 milionów dolarów, co czyni z Taipei 101 jeden z najdroższych wieżowców, jakie kiedykolwiek zbudowano.

### Wydarzenia powiązane

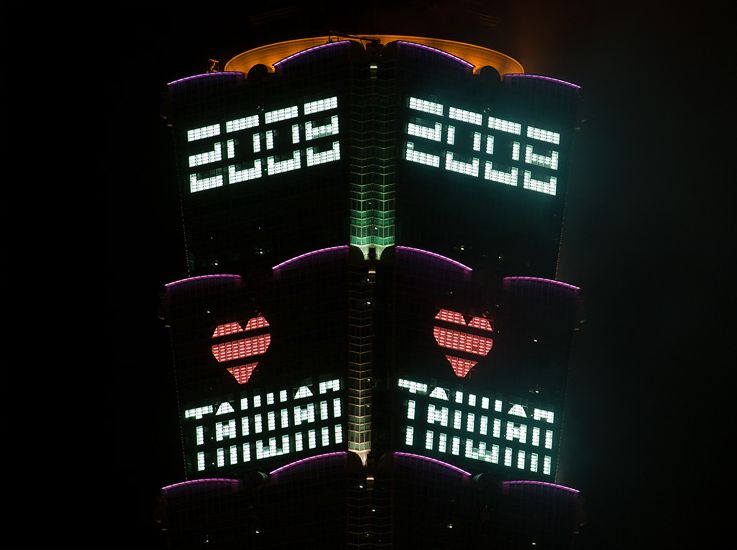
Okolicznościowe oświetlenie z okazji Sylwestra 2007

Taipei 101 i jego okolice są miejscem licznych wydarzeń. Wystawy sztuki, jak wspomniano wyżej, odbywają się regularnie w Obserwatorium. Wśród innych ważnych wydarzeń z historii wieżowca znajdują się:
- 25 grudnia 2004 – Alain Robert, francuski alpinista znany ze swojego zamiłowania do zdobywania wieżowców, za pozwoleniem właścicieli w cztery godziny wspiął się na szczyt iglicy[51].

- 28 lutego 2005 – Były prezydent Stanów Zjednoczonych Bill Clinton podpisywał w wieżowcu egzemplarze swojej autobiografii[14].

- 18 kwietnia 2005 – pierwszy najemca, tajwański oddział niemieckiej firmy Bayer oficjalnie zainaugurował swoją działalność w wieżowcu[33].

- 19 kwietnia 2005 – Na wieżowcu wyświetlano wzór E=mc² aby uczcić setną rocznicę publikacji przez Alberta Einsteina teorii względności. Wyświetlacz, największy spośród 65000 podobnych w 47 innych krajach, był częścią międzynarodowych obchodów Physics Enlightens the World[14].

- 11 listopada 2005 – grupa popowa Mayday dała koncert na zewnętrznej platformie widokowej. 500 fanów mogło podziwiać na żywo występ zasłużonego dla rozwoju tajwańskiej sceny muzycznej zespołu[44].

- 20 listopada 2005 – W pierwszą rocznicę Taipei 101 zorganizowano bieg na szczyt wieżowca. Zawodnicy mieli do pokonania 91 pięter liczących łącznie 2046 stopni, co oznaczało przebycie drogi 390 metrów nad ziemię. Dochody z imprezy zasiliły tajwańską kadrę olimpijską. Bieg mężczyzn wygrał 31-letni Paul Crake z Australii (czas 10 minut, 29 sekund), wśród kobiet triumfowała zaś Andrea Mayr z Austrii (czas 12 minut, 38 sekund)[44].

- 30 listopada 2005 – firma Celine, obchodząca 60. rocznicę istnienia, zorganizowała w Taipei 101 pokaz mody. Była to pierwszy pokaz mody zagranicznej firmy, jaki odbył się w wieżowcu. Na czas imprezy oświetlenie budynku wyświetlało logo firmy[44].

- Grudzień 2005 – po raz pierwszy Taipei 101 wyświetlił bożonarodzeniową dekorację. Przybrała ona postać wysokiej na 130 m choinki rozciągającej się z każdej strony budynku od 59. do 90. piętra[44].

- 18 sierpnia 2006 – Taipei 101 odwiedziła japońska kadra sumo. Była to jej pierwsza wizyta na Tajwanie od czasu zakończenia II wojny światowej oraz pierwsza podróż zagraniczna od 13 lat. Wśród gości znalazły się takie sławy jak Yokozuna Asashoryu czy Ozeki Kotooshu, zwany "Beckhamem sumo"[27][52].

- 20 października 2006 – Na wieży rozpoczęto wyświetlanie różowej wstążki – symbolu walki z rakiem piersi. Dziesięciodniową kampanię sponsorowali właściciele budynku oraz Estee Lauder[14].

- 22 października 2006 – Odbył się drugi bieg rocznicowy. Zwycięzcy z poprzedniego roku obronili swe tytuły – rywalizację mężczyzn na 1. miejscu ponownie ukończył Paul Crake z czasem 10 min 31 sekund[53], a wśród pań zwycięstwo odniosła Andrea Mayr. Najwyżej sklasyfikowani reprezentanci Tajwanu, zajęli odpowiednio 6. (Fu-cai Chen) oraz 2. (Shiau-yu Li) miejsce. Zwycięzcom przyznano nagrody pieniężne – odpowiednio 200000 NT$, 100000 NT$ oraz 75000 NT$ za pierwsze, drugie i trzecie miejsce.

- 1 lutego 2007 – przez cały miesiąc wieża wyświetlała okolicznościowy walentynkowy wzór, zawierający między innymi liczbę 101, w której cyfrę „0” zastąpiło czerwone serce[14].

- 12 grudnia 2007 – Austriacki BASE jumper Felix Baumgartner skoczył bez zezwolenia z 90. piętra[54].

- 15 czerwca 2008 – Bieg na szczyt wieżowca zgromadził 2,5 tysiąca uczestników. Rywalizację mężczyzn wygrał Thomas Dold z Niemiec (czas 10 minut, 53 sekundy); zwycięzca z 2007 Marco De Gasperi z Włoch zajął 2. miejsce, trzecie zaś przypadło reprezentantowi Tajwanu Chen Fu-tsaiowi. Wśród kobiet najszybciej pobiegła Lee Hsiao-yu z Tajwanu (czas 14 minut, 53 sekundy)[55][56].